# Arminia Dorpatensis

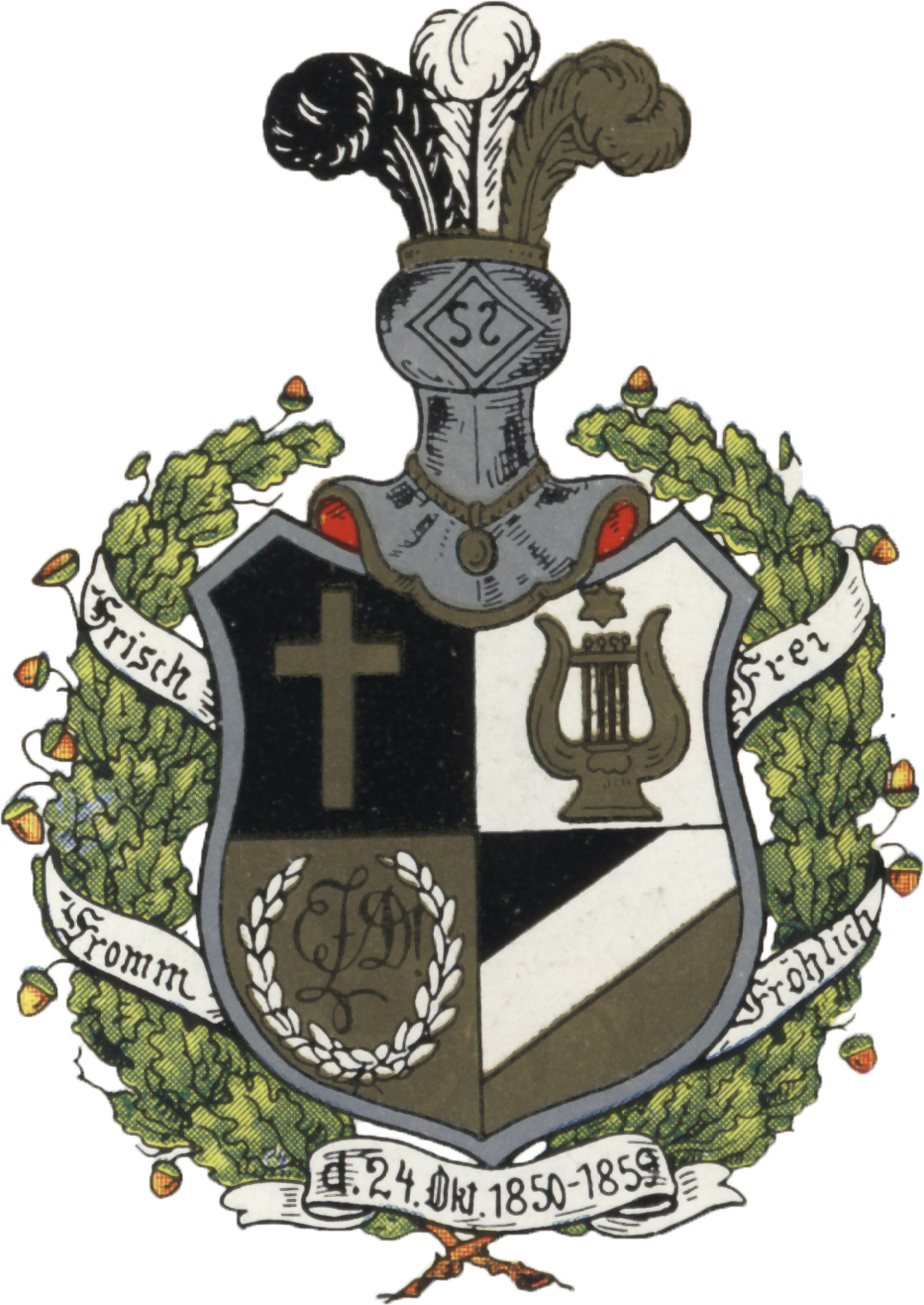
Wapen

De Arminia Dorpatensis (Estisch: Korporatsioon Arminia Dorpatensis) is een christelijke studentenvereniging in Tartu in Estland. Het verwerpt de mensuur en is politiek ongebonden. Het heeft de meest noordelijke positie binnen Wingolf.

## geschiedenis
In 1845 werd aan de Universiteit van Tartu een “opbouwende avond” georganiseerd. Studenten kwamen “elke zaterdagavond” bijeen om “een lied” te zingen en “een preek voor te lezen”. Deze “opbouwende avond” legde de basis voor Wingolf, die werd opgericht op 24 oktober. 1850 als "Theologische Avond". Daarna ontwikkelde het zich tot een christelijke studentenvereniging. Vanaf 1859 kwam de toenadering tot de Wingolf, in 1860 werd de naam veranderd in Arminia Dorpatensis. In 1862 werd de Arminia opgenomen in de Wingolf. 
Als niet-confessionele christelijke vereniging hadden de Arminia een moeilijke positie ten opzichte van de Baltische Duitse en Estse verenigingen in Tartu, wat in 1883 tot langdurig uitstel leidde. De traditie bleef ononderbroken: eerst hielden de Oud-lid de studentenvereniging levend, reikten linten uit en namen deel aan het studentenleven via het studiebeursfonds. Toen nam de Danziger Wingolf (opgericht in 1923) de traditie over en richtten de Oud-lid in 1925 voor het eerst een vereniging op. Er waren onderbrekingen - vergelijkbaar met alle andere studentenverenigingen - gedurende de tijd in het Derde Rijk. Na de Tweede Wereldoorlog nam de Wingolf in Darmstadt het onderhoud van de traditie voor van Arminia Dorpatensis over.
In mei 1994 vond de nieuwe stichting plaats in Tartu. In mei 1997 werd de Arminia weer opgenomen in de Wingolf. Met de nieuwe stichting werd het oorspronkelijke motto veranderd in "God, vrijheid, vaderland!" (Estisch: Jumal, Vabadus, Isamaa!).

## Duitse literatuur
- Hugo Menze, Hans-Martin Tiebel: Geschichte des Wingolfs 1917–1970. Lahr 1971.
- Verband Alter Wingolfiten (Hrsg.): Geschichte des Wingolfs 1830–1994. 5. Auflage. Detmold 1998.
- Theodor Pfeil: Album des theologischen Abends und der Arminia, 1850-1900. Mattiesen, Jurjew (Dorpat) 1902.
- Anatol Kasperowitsch: Arminia Dorpatensis und die Pflege studentischer Tradition, in: Historical Society of Mecklenburg Upper Canada (Hrsg.): German-Canadian Yearbook, Vol. 3, 1976, S. 279–281.
- Arminia Dorpatensis Toronto (Hrsg.): Arminia Dorpatensis Toronto 1850-2000 (nichtschlagende Verbindung in Dorpat-Toronto). Toronto 2000.
- Lauri  Hussar: 10 Jahre  nach der Neustiftung der Arminia Dorpatensis.  Die Entstehung einer  europäischen  Studentenverbindung, in: Wingolfsblätter,  Heft  1  (2004).